# フラビオ・マンツォーニ
フラビオ・マンツォーニ（Flavio Manzoni）は、イタリアのオートアーキテクト、自動車デザイナーである。サルデーニャ島ヌオロ生まれ。
フェラーリのデザインを行うFerrariDesignのチーフデザイナーであり、ラフェラーリ、488GTBなどのデザインを手掛ける。
過去に、フォルクスワーゲン、ランチア、セアトに在籍した経験を持つ。
彼は2010年1月からフェラーリのデザイン担当シニアバイスプレジデントであり、ピニンファリーナと共同で、フェラーリF12berlinettaを含む多くのフェラーリモデルの作成を主導してきた。同じく彼の鉛筆から生まれた小さな馬の最初のハイブリッドであるラフェラーリは、2014年にF12ベルリネッタプロジェクトでコンパッソドーロを獲得した（ピニンファリーナ、フェラーリ・スタイルセンターと共同で）。

## キャリア
マンゾーニはフィレンツェ大学の建築学科で工業デザインを専門としていった。1993年にはCentroStile Lanciaに加わり、3年後に彼はマルケのインテリアデザインを担当するようになる。彼はランチアディアロゴスやマセラティ3200GTのインテリアなどのさまざまなプロジェクトに取り組んだ。 1999年にバルセロナに移り、 SEATのインテリアデザインディレクターに就任し、プロダクションカーのSEAT AlteaとSEATLeón 、コンセプトカーのSEATSalsaとSEATTangoのインテリアに携わる。

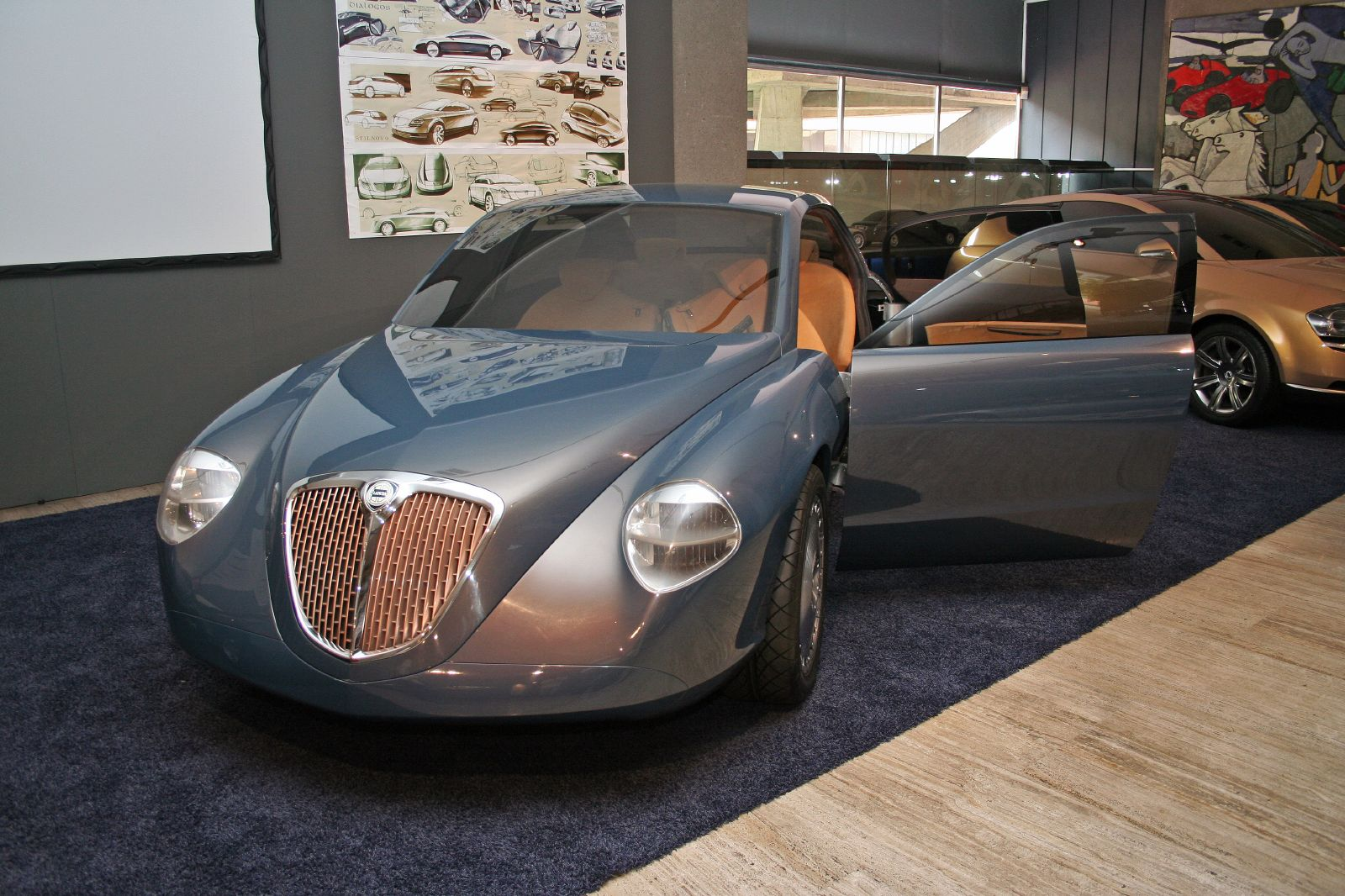
ランチアディアロゴス
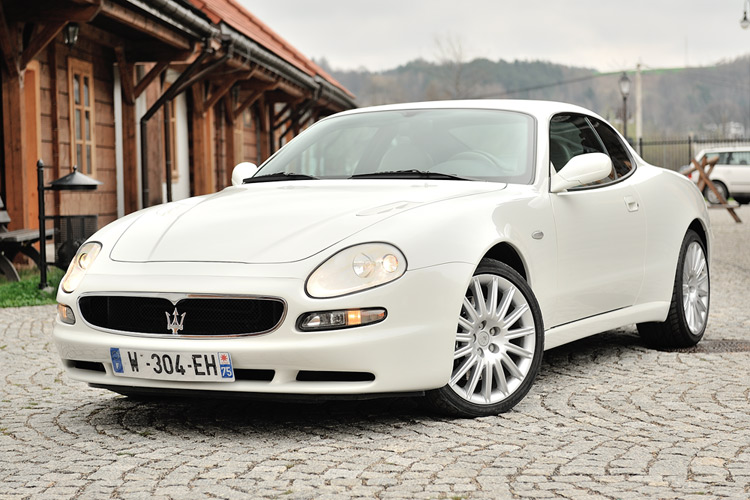
マセラティ3200GT
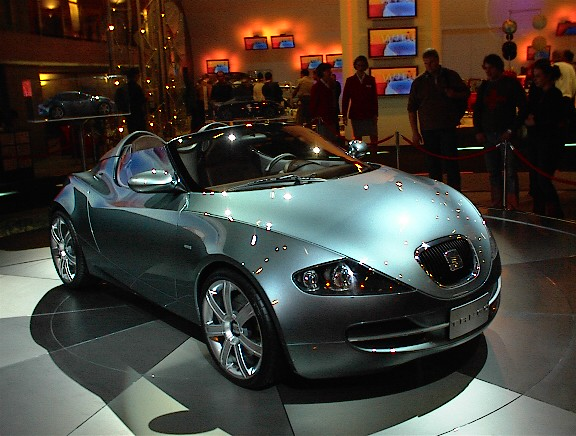
シートタンゴ
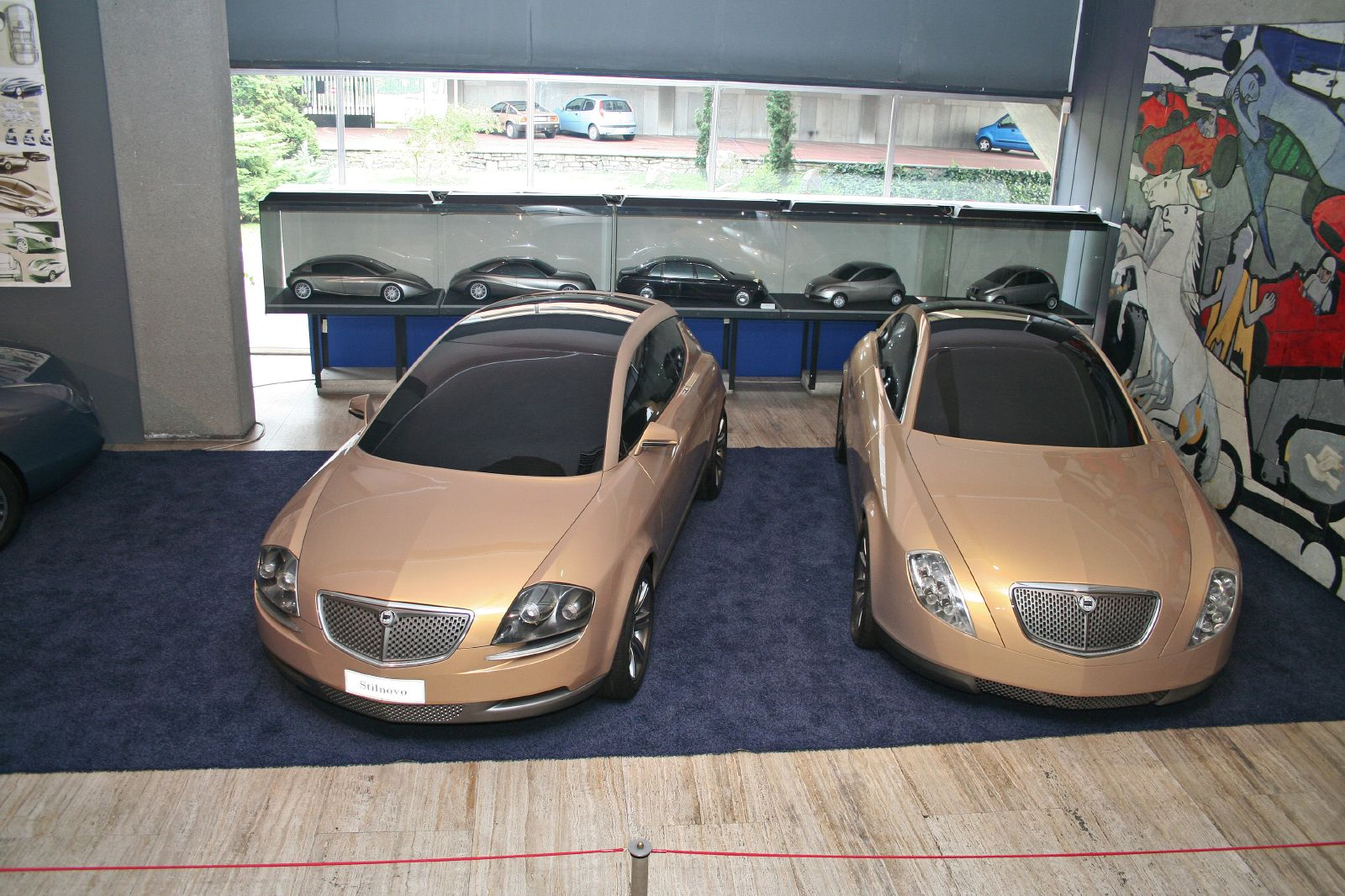
コンセプトランチアスティルノボとランチアグラントゥリスモスティルノボ
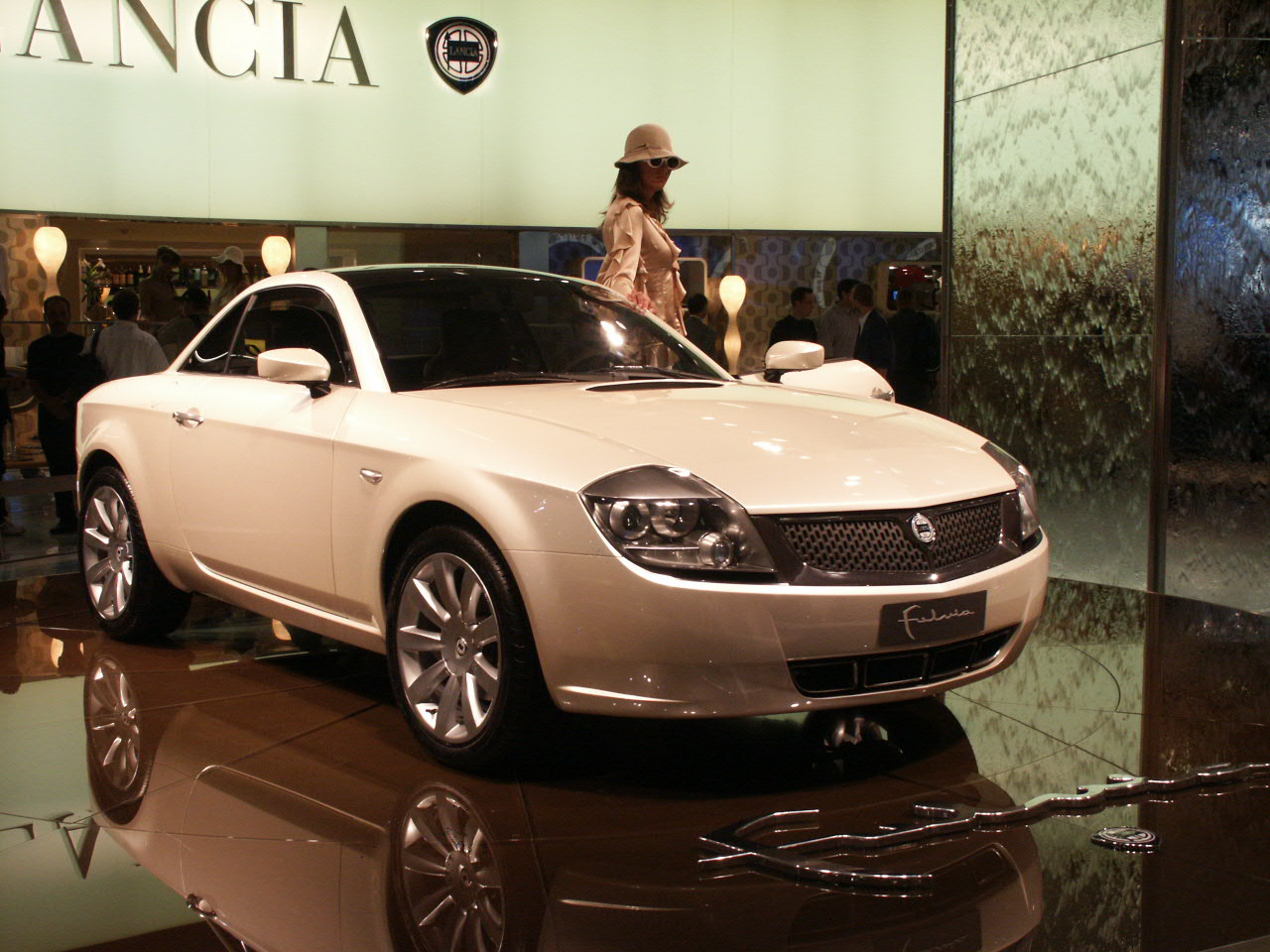
コンセプトカーランチアフルビアクーペ

2001年にマンゾーニはランチアに戻り、デザインディレクターに任命される。 2003年のフランクフルト・モーターショーで大成功を収めたコンセプトカーのランチア・グラントゥリスモ、ランチア・グラントゥリスモ・スティルノボ、ランチア・フルビアクーペコンセプトを担当し、2003年には「ヨーロッパオートモーティブデザインアワード」を受賞したランチア・イプシロンとランチア・ムーザを担当  

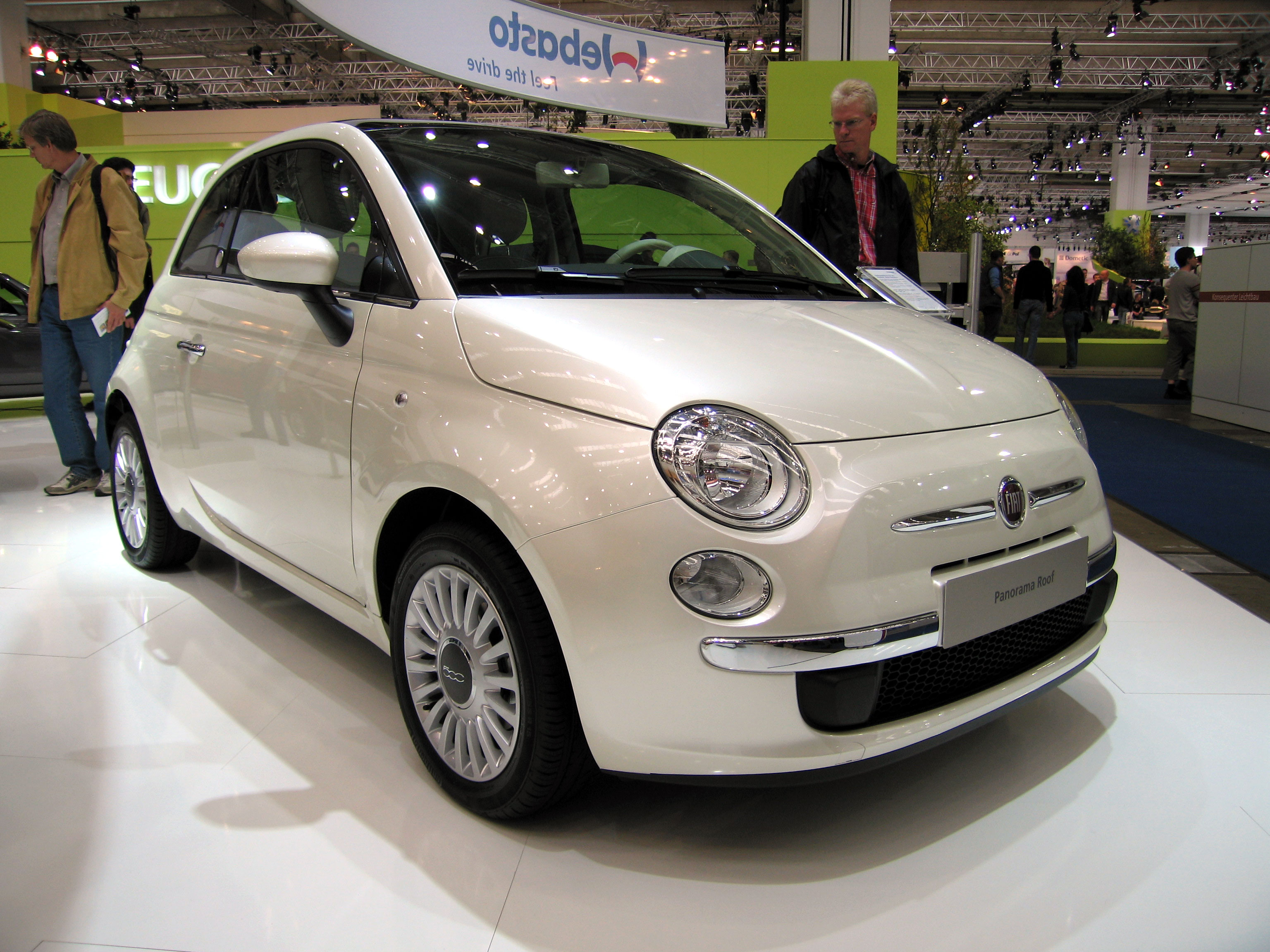
フィアット500（2007）
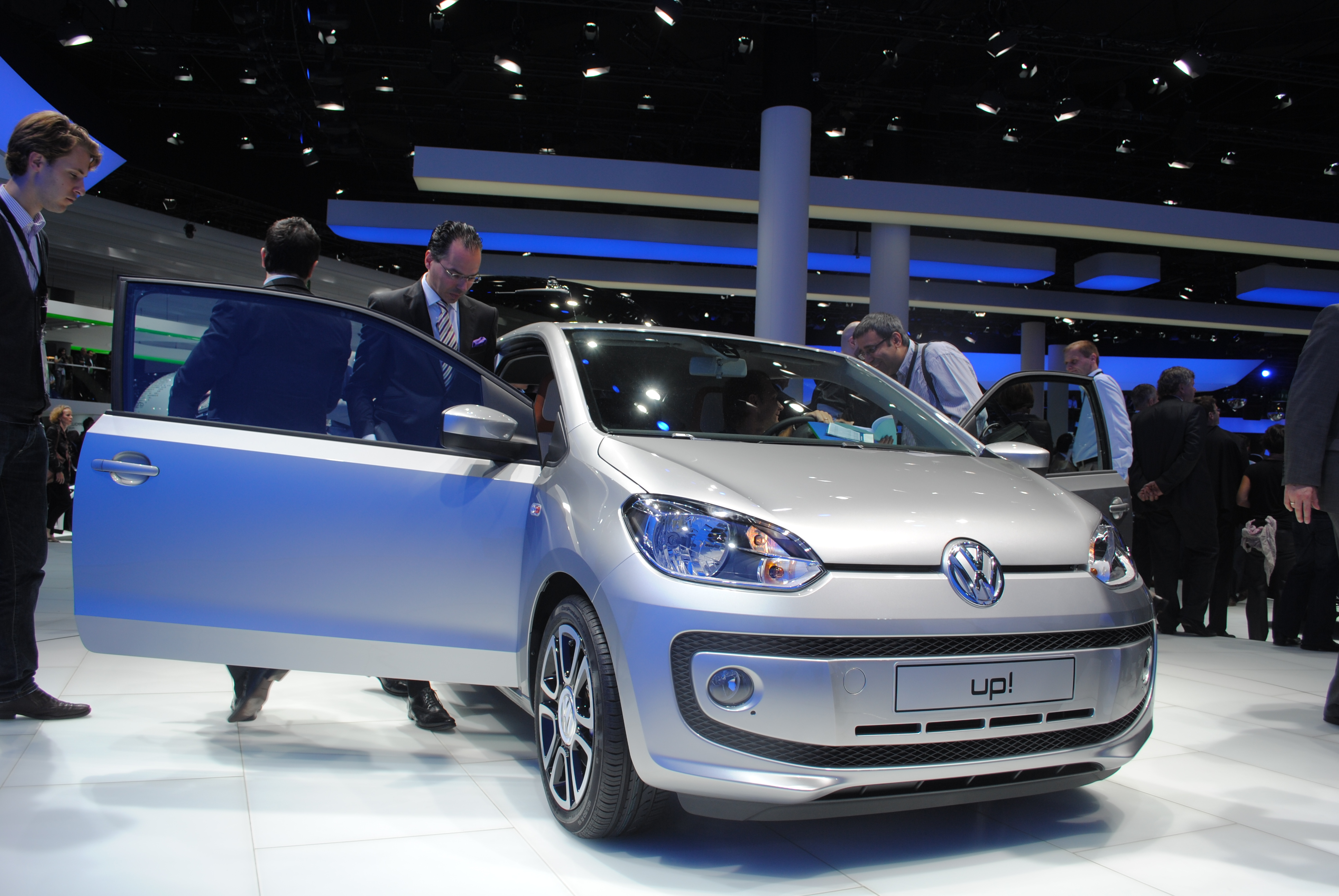
フォルクスワーゲンアップ！
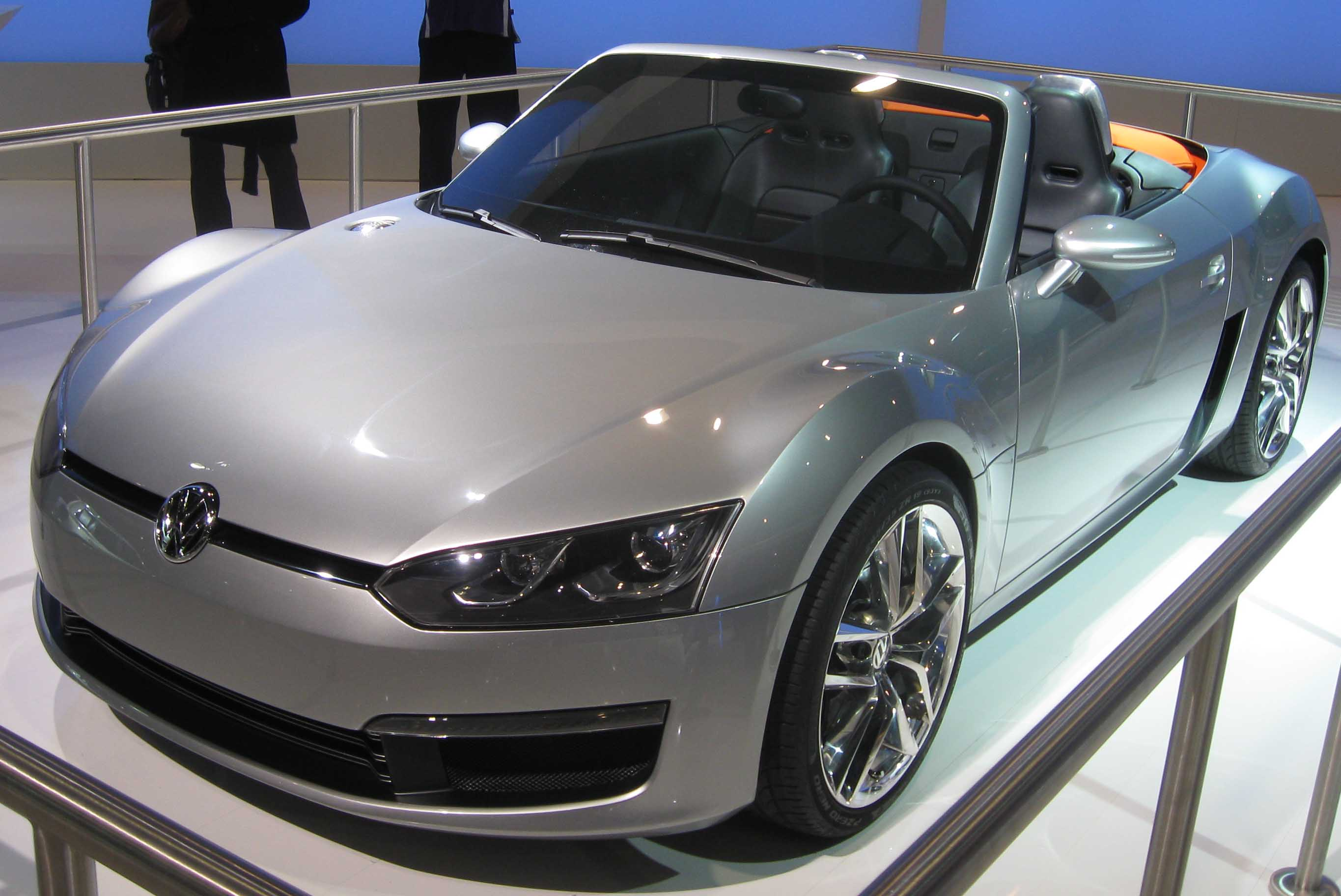
フォルクスワーゲンBlueSportコンセプト
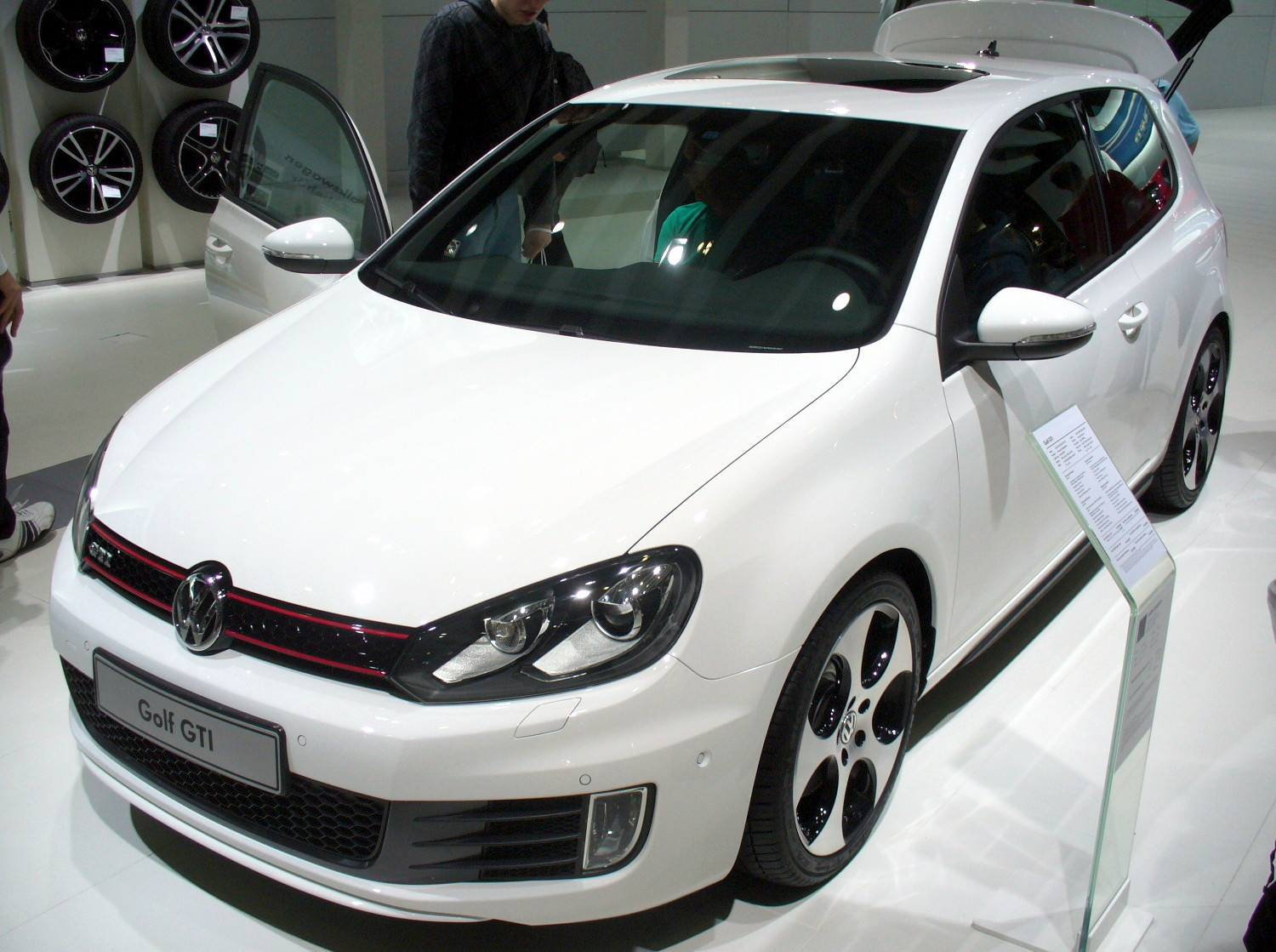
フォルクスワーゲンゴルフVI

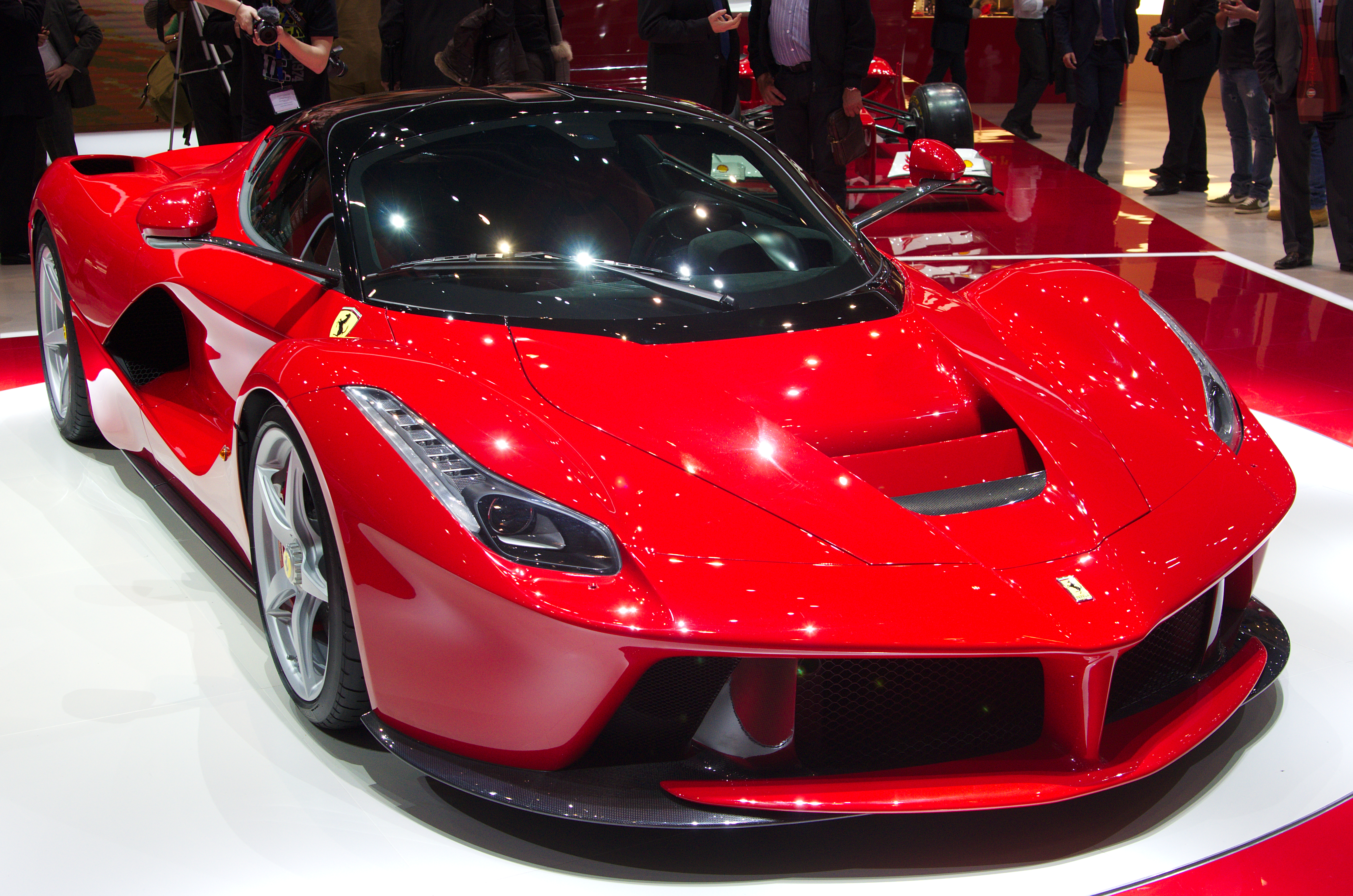
フェラーリラフェラーリ

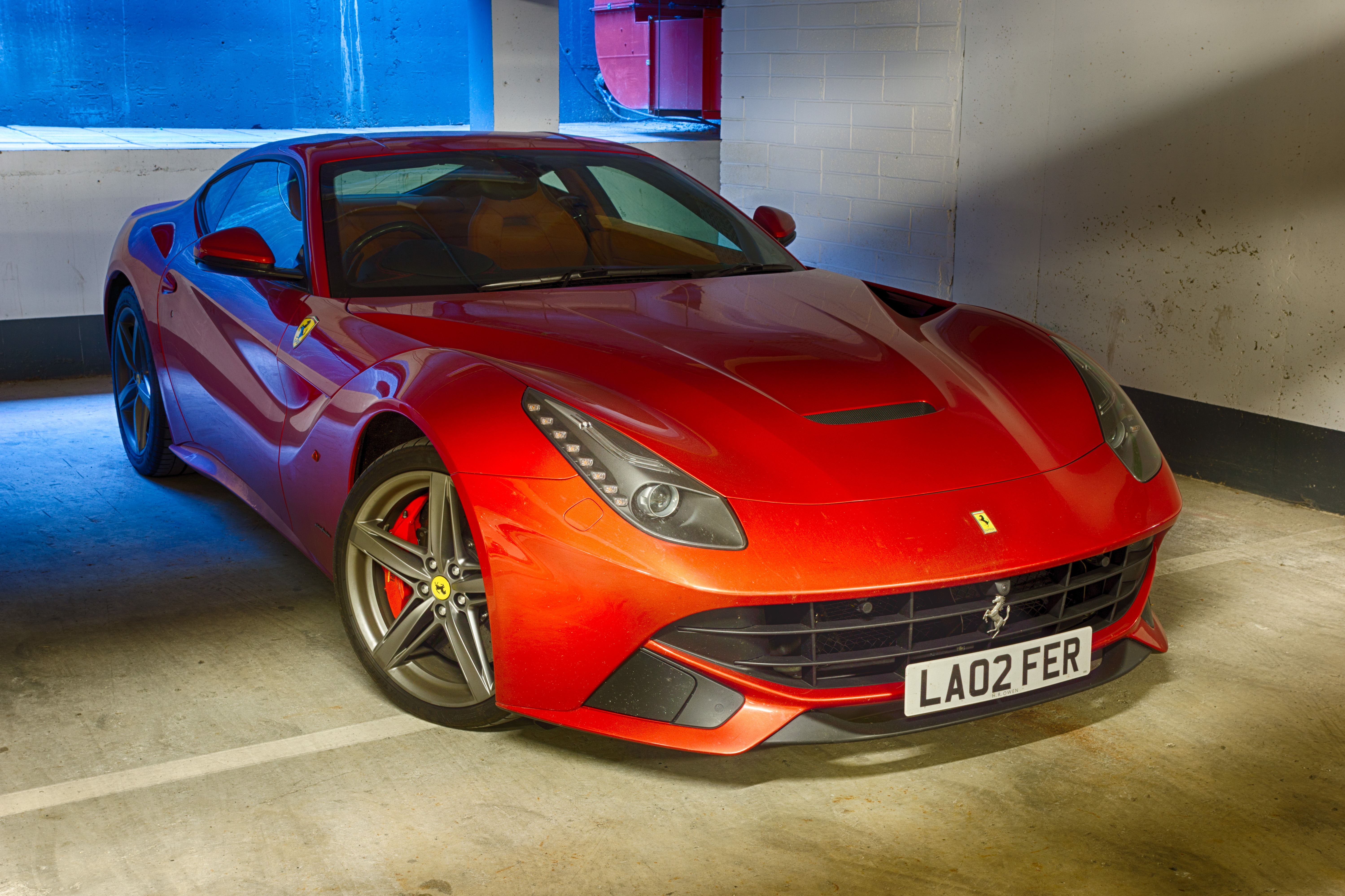
フェラーリF12ベルリネッタ

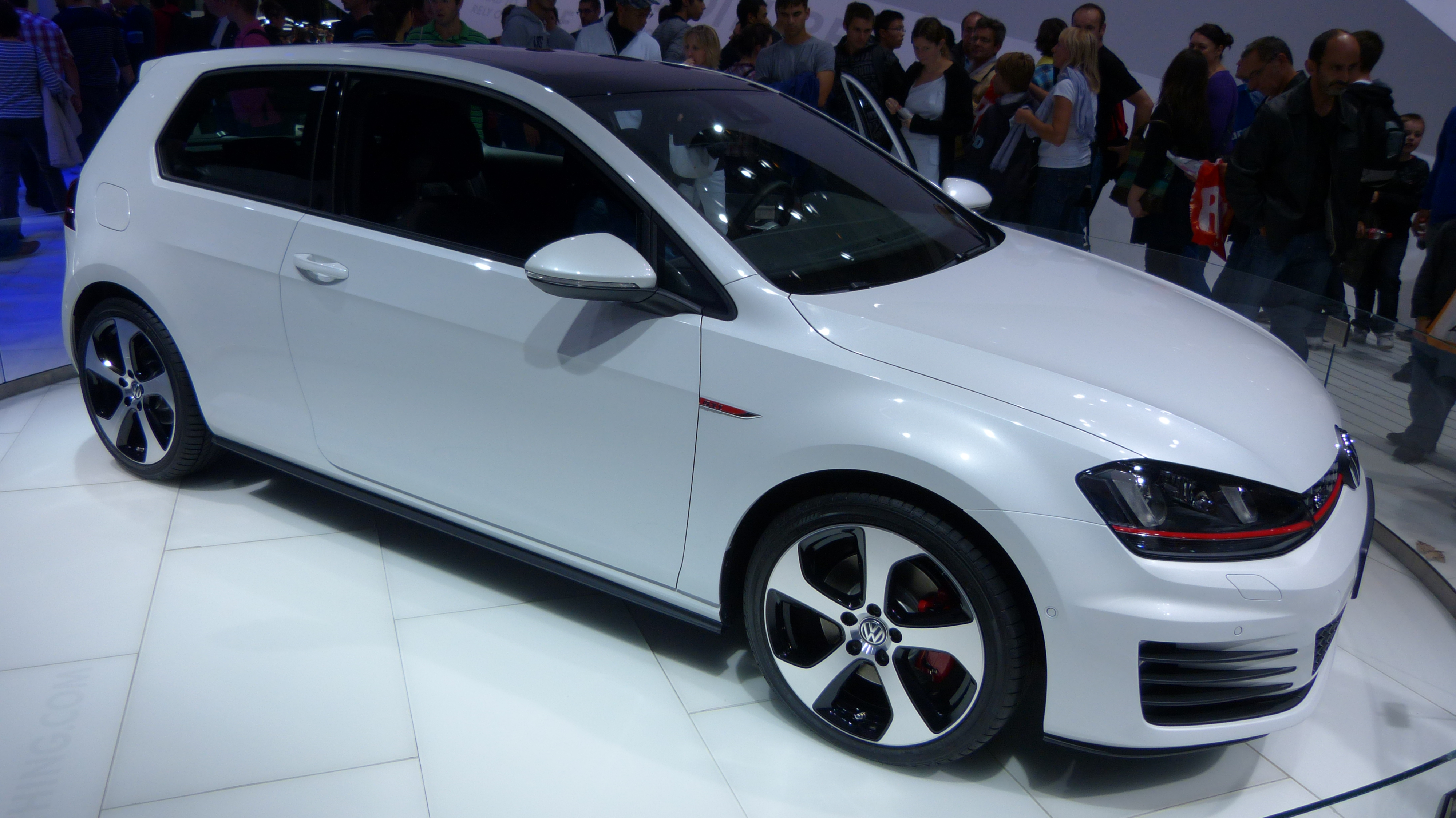
フォルクスワーゲンゴルフVII

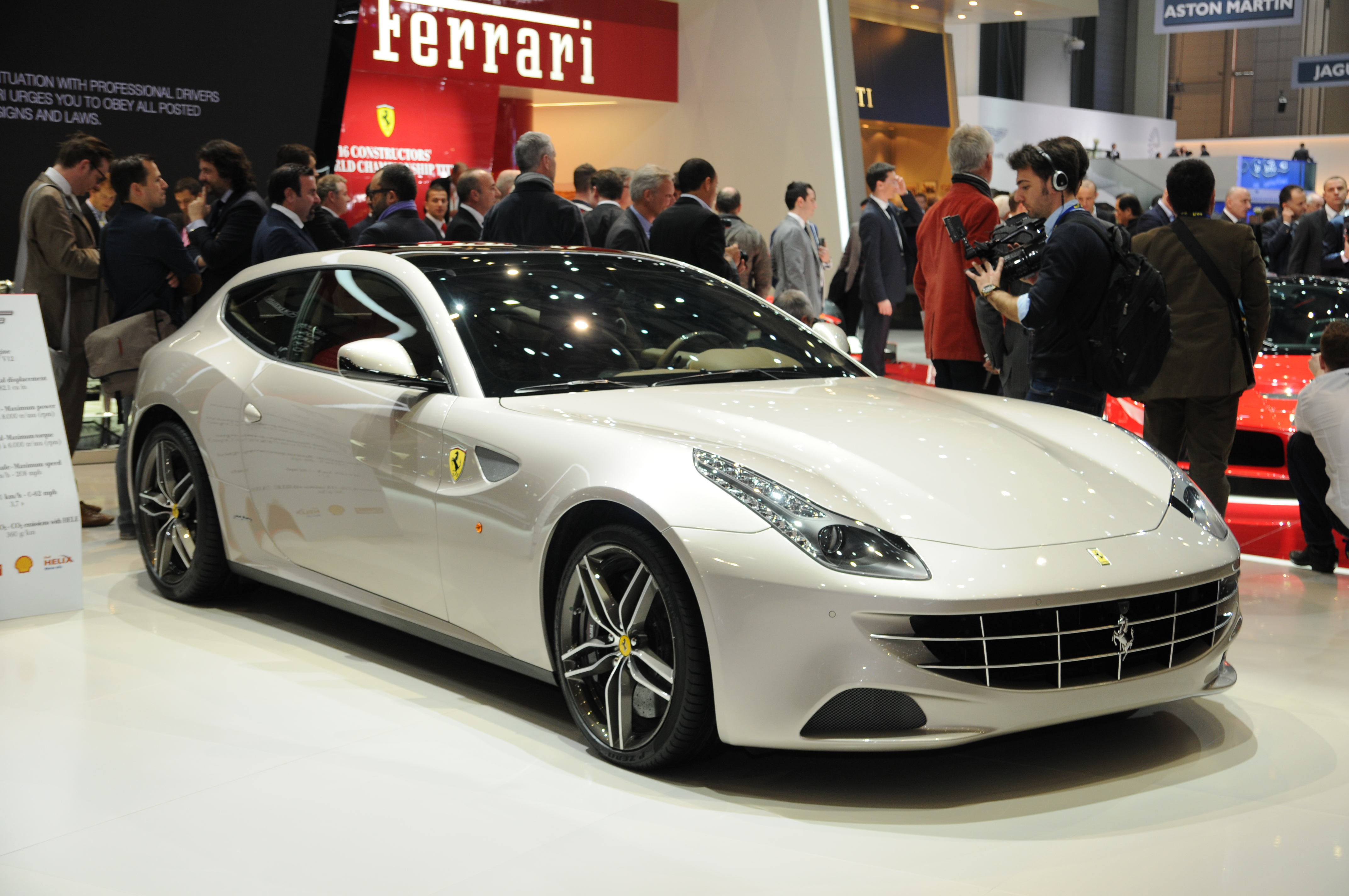
フェラーリFF
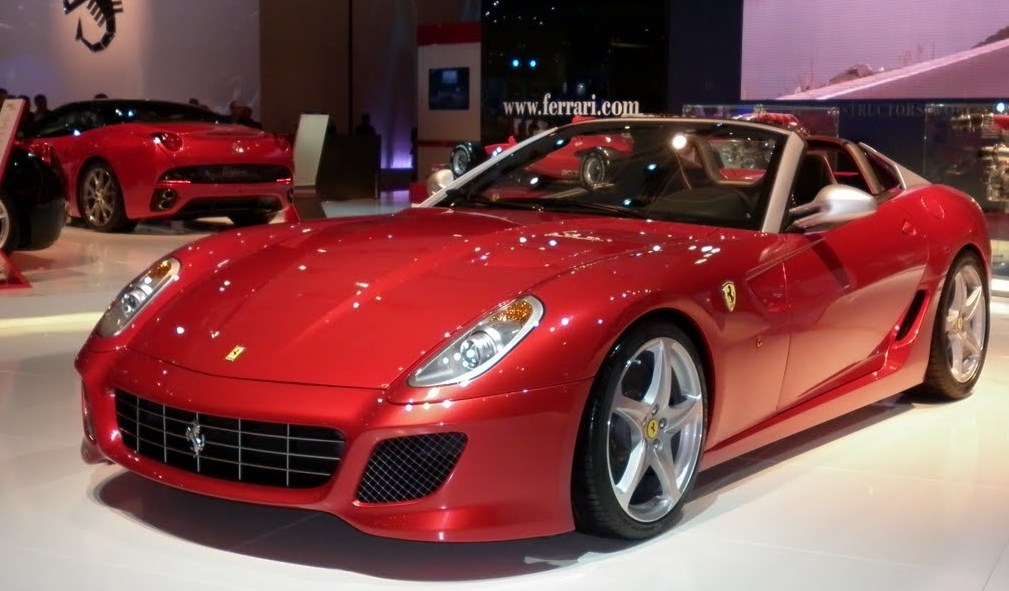
フェラーリSAアペルタ
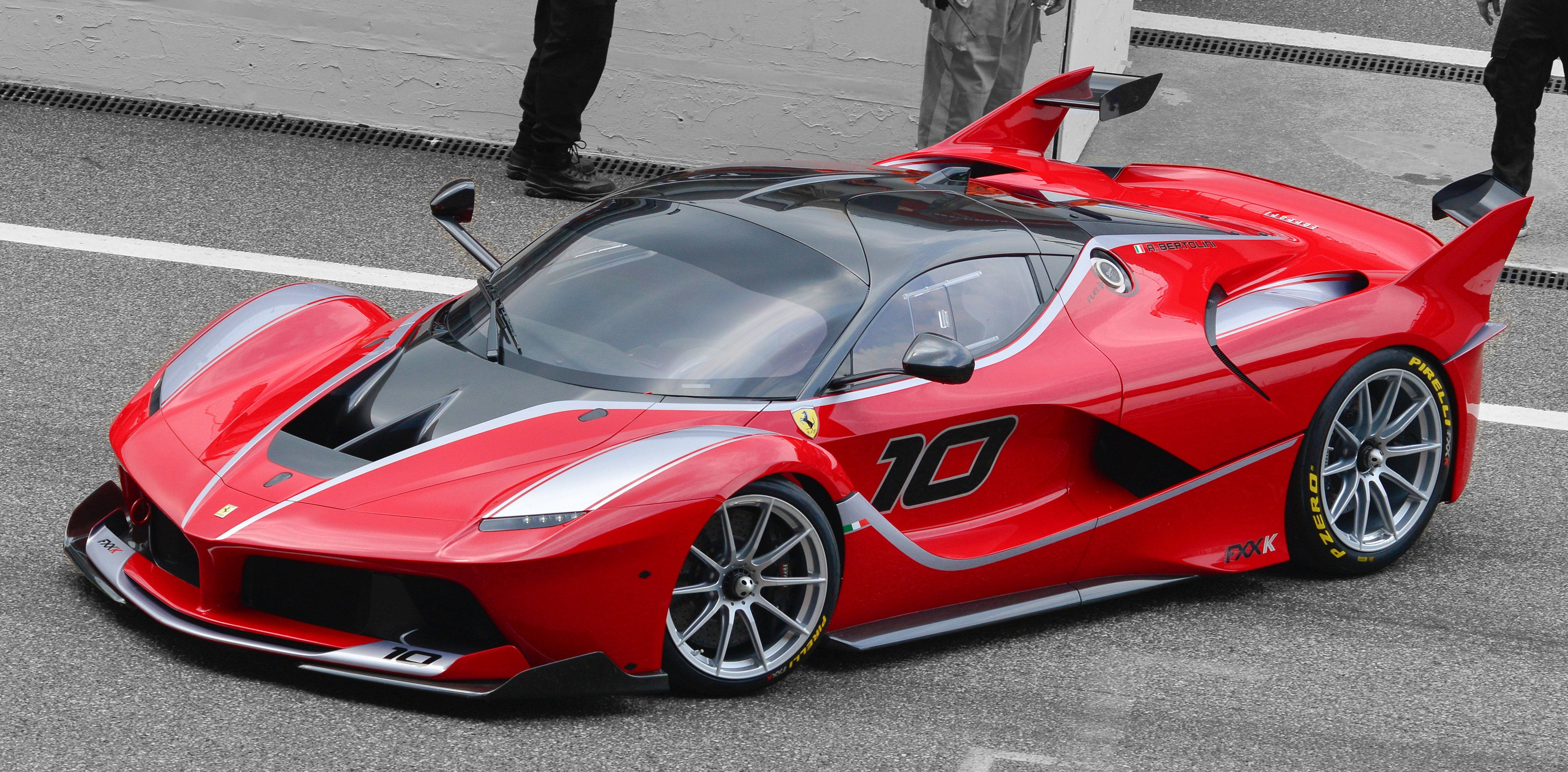
フェラーリFXXK
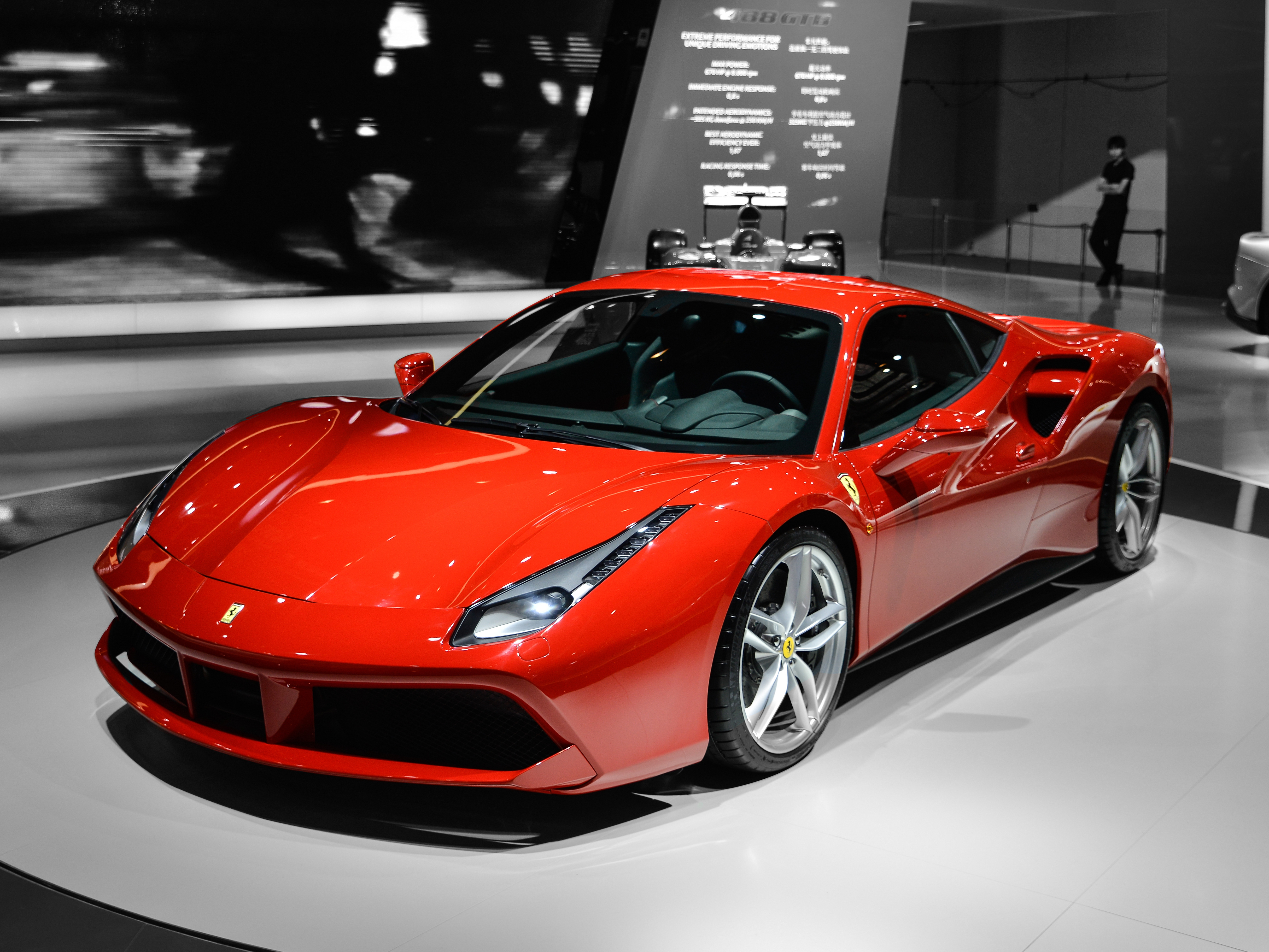
フェラーリ488
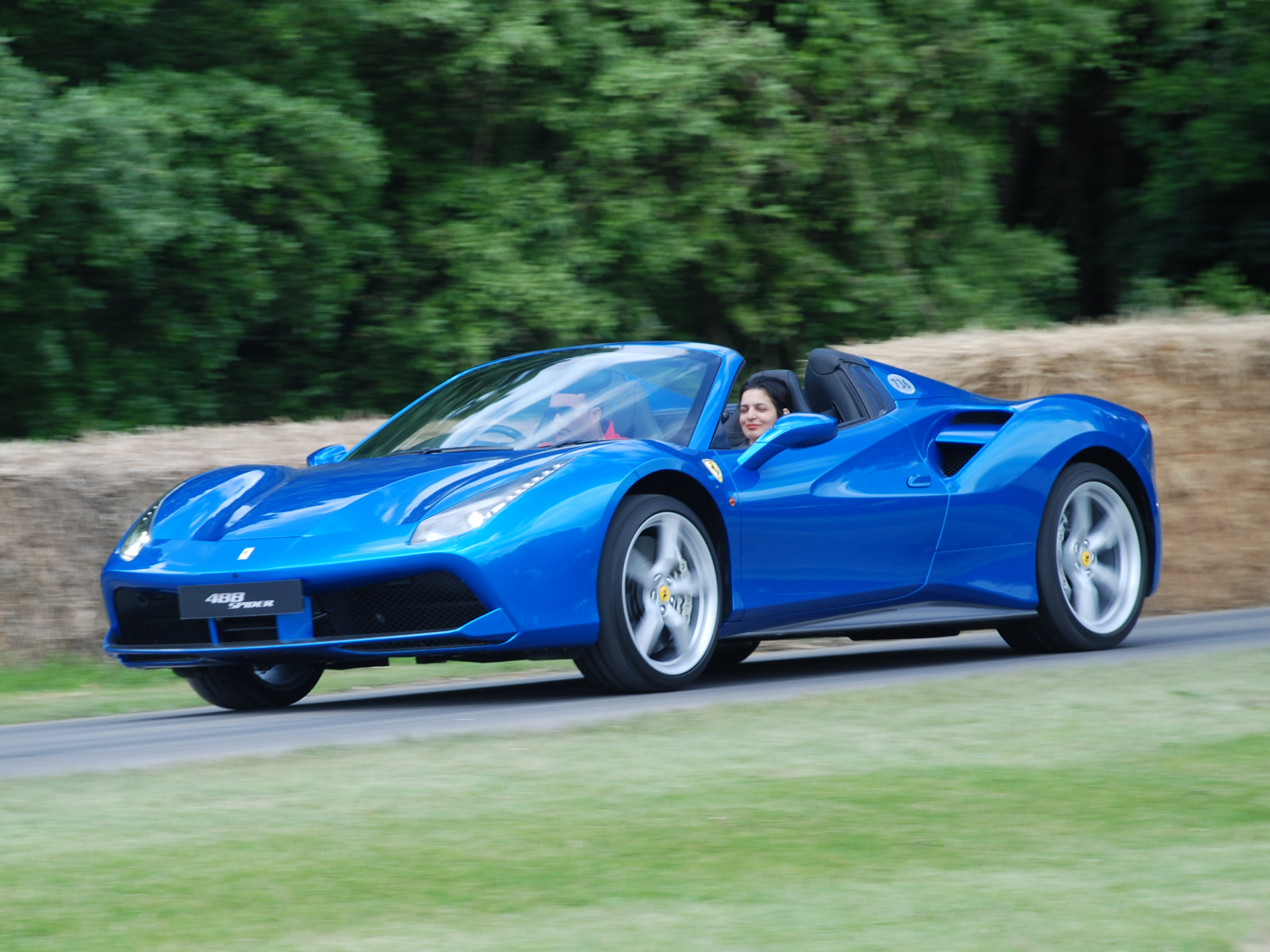
フェラーリ488スパイダー

## デザイン実績
- ランチア・ディアロゴス（1998）
- マセラティ3200GT （1998）
- シートタンゴ（2001）

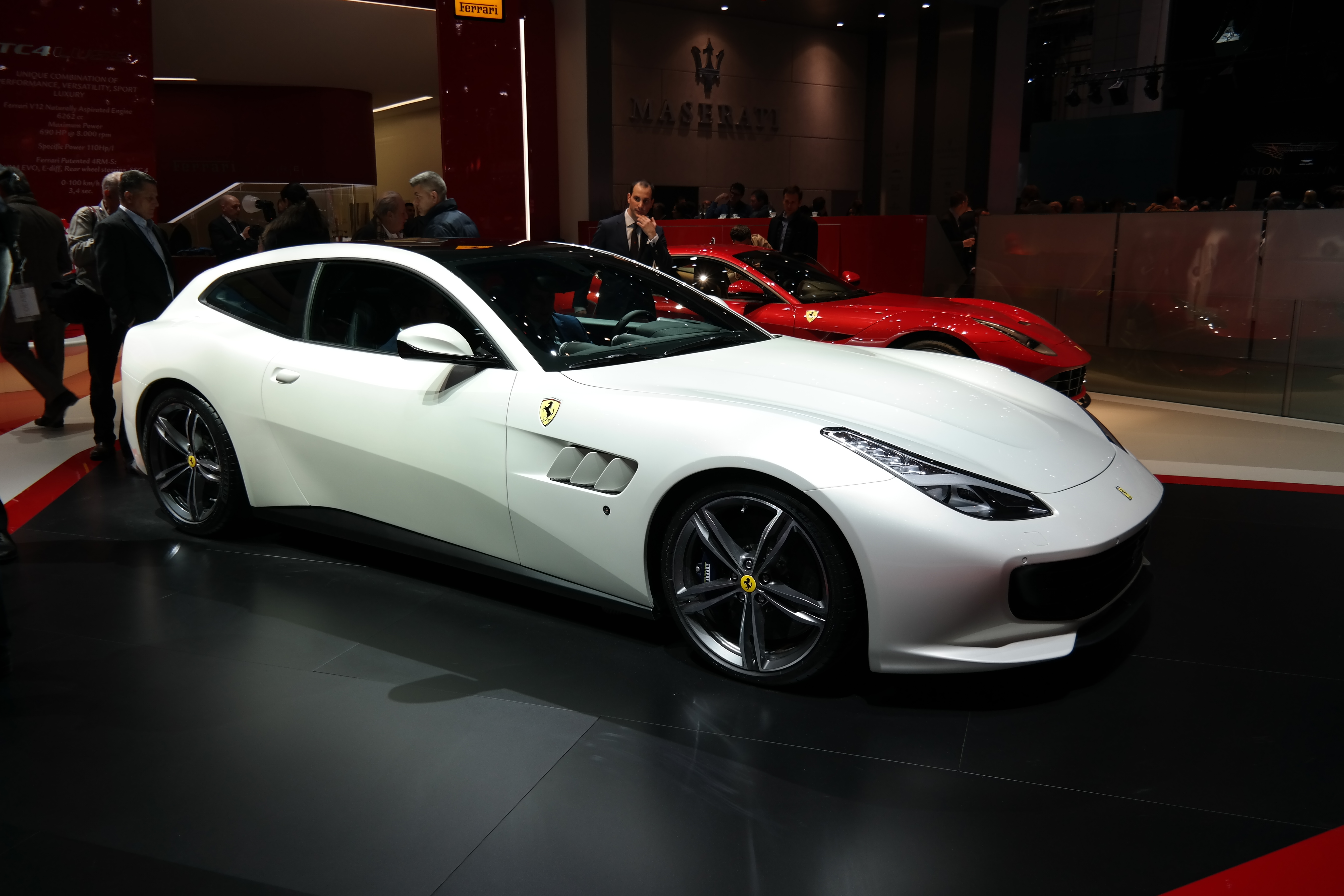
フェラーリGTC4Lusso

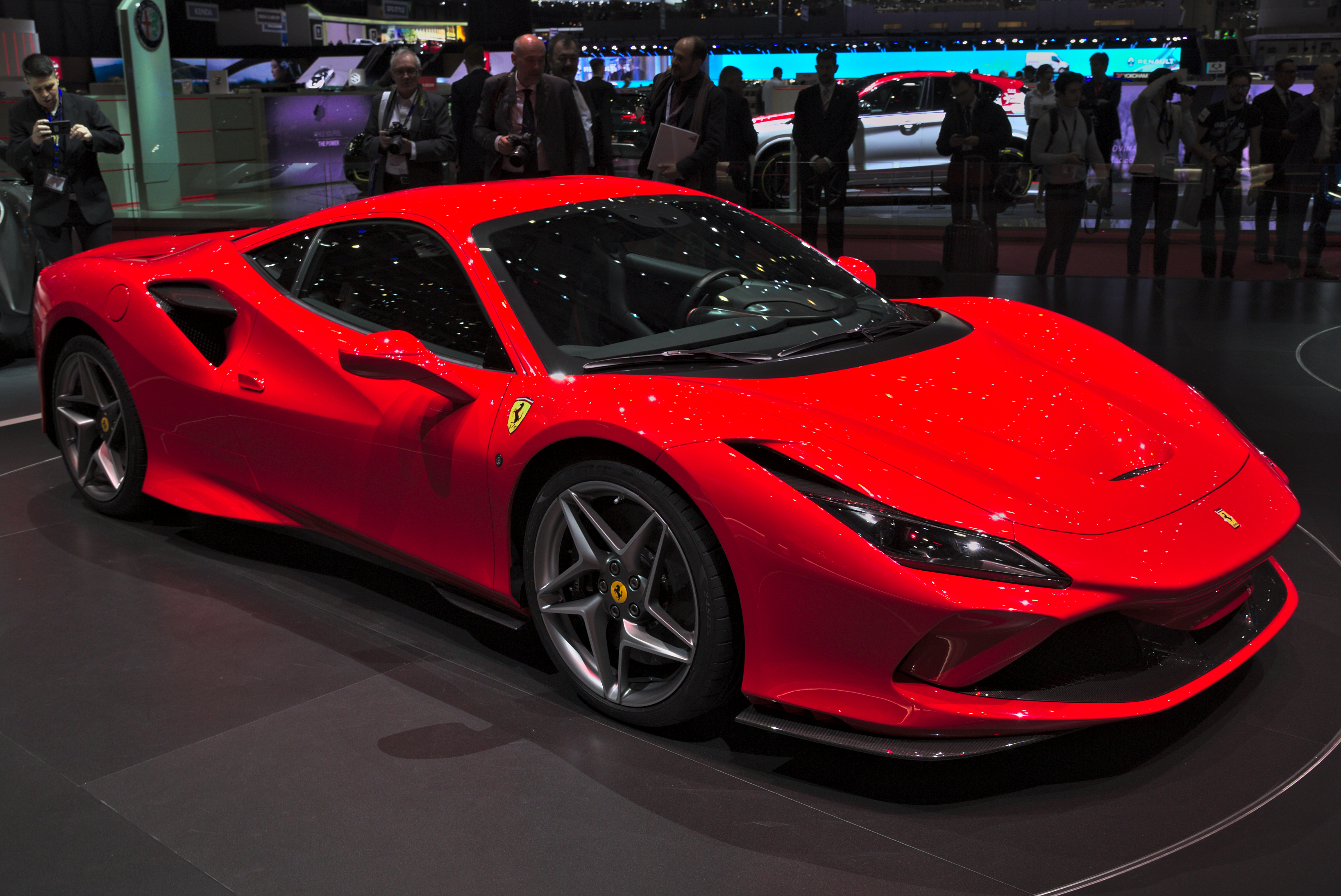
フェラーリF8トリブト

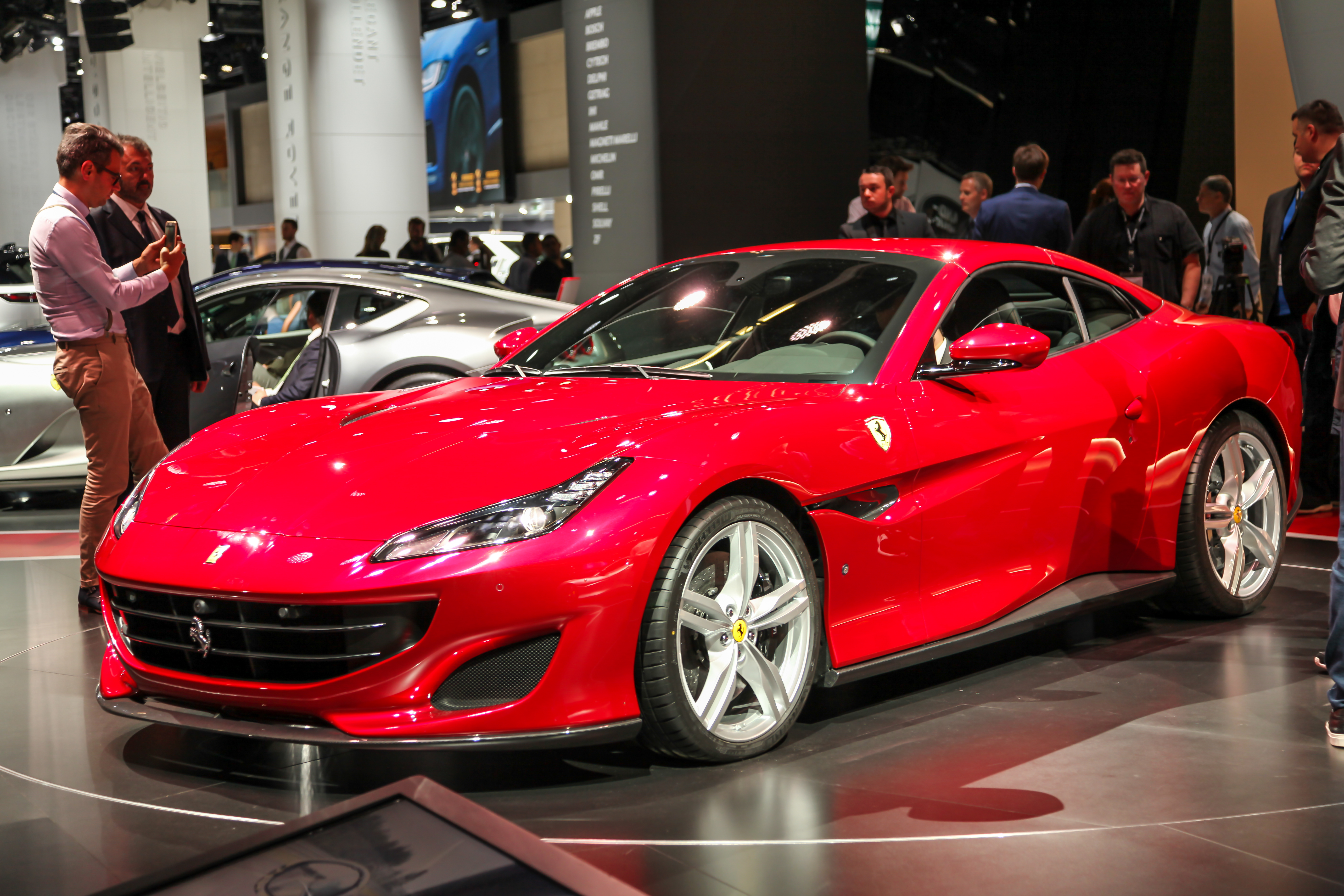
フェラーリポルトフィーノ

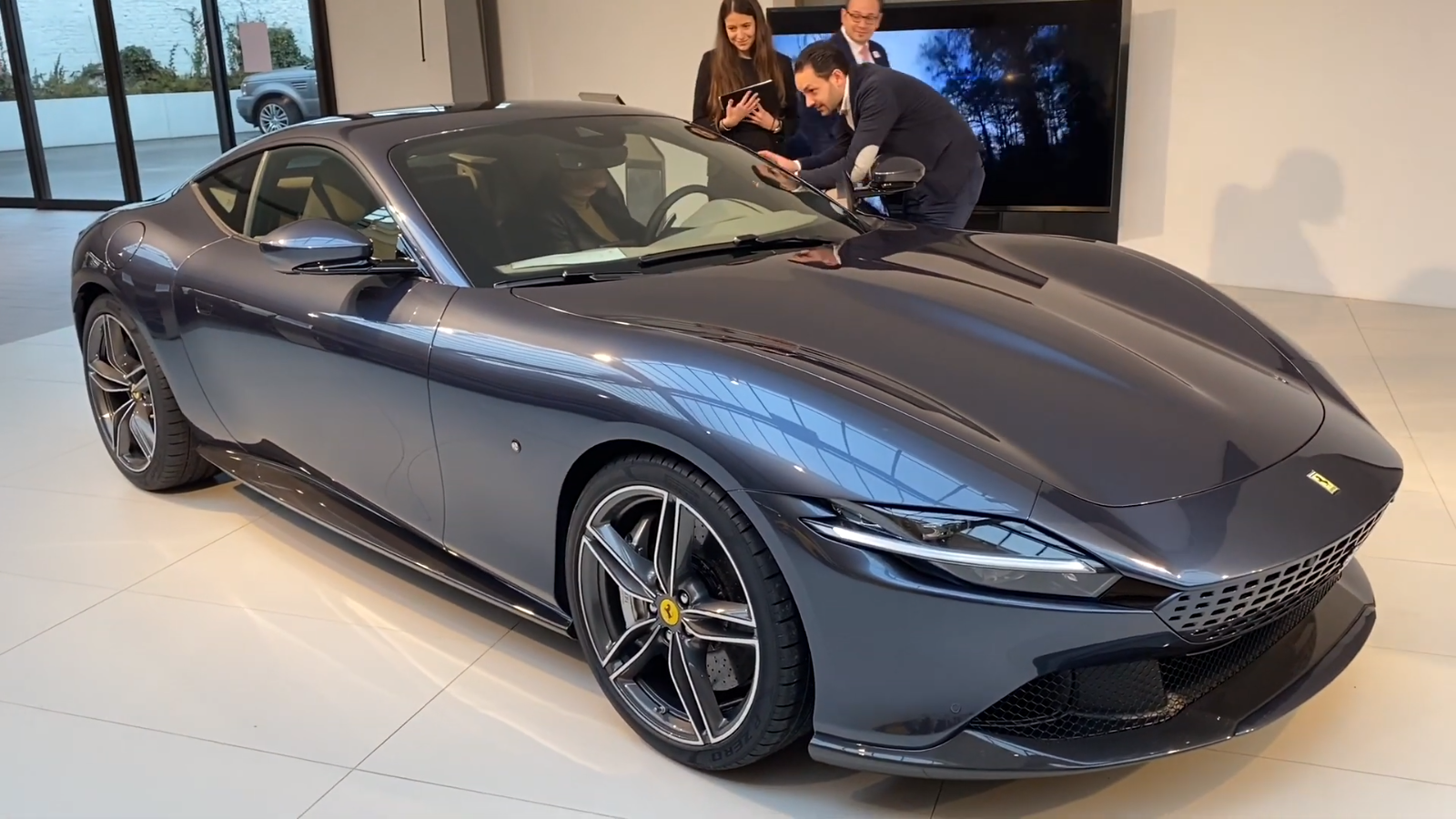
フェラーリローマ

- ランチアGranturismoStilnovoコンセプト（2003）
- ランチアフルビアクーペ（2003）
- ランチアイプシロン（2003）
- ランチアムーザ（2004）
- フェラーリ599SAアペルタ（2010）
- フェラーリFF （2011）
- フェラーリSP30 （2012）（1回限り）
- フェラーリF12ベルリネッタ（2012）
- フェラーリ458スペシャル（2013）
- フェラーリラフェラーリ（2013）
- フェラーリカリフォルニアT （2014）
- フェラーリF12TRS （ワンオフ）（2014）
- フェラーリFXXK （2015）
- フェラーリ488 （2015）
- フェラーリ488スパイダー（2015）
- フェラーリGTC4Lusso （2016）
- フェラーリF12tdf （2016）
- フェラーリJ50 （2016）
- フェラーリSP275RW （2016）（1回限り）
- フェラーリ812スーパーファスト（2017）
- フェラーリポルトフィーノ（2017）
- フェラーリFXXK Evo （2017）
- フェラーリ488ピスタ（2018）
- フェラーリSP38 （2018）
- フェラーリ488ピスタスパイダー（2018）
- フェラーリモンツァSP1 （2019）
- フェラーリモンツァSP2 （2019）
- フェラーリP80 / C （2019）
- フェラーリF8トリビュート（2019）
- フェラーリSF90ストラダーレ（2020）
- フェラーリローマ（2020）
- フェラーリオモロガタ（2020）（1回限り）
- フェラーリポルトフィーノM （2021）